# 阿马拉日
阿马拉日是巴西伯南布哥州的一个市镇。总面积238.86平方公里，总人口人，人口密度0人/平方公里。